# Sten Odelberg
Sten Axel Odelberg, född den 21 november 1894 i Stockholm, död där den 13 december 1963, var en svensk militär. Han var sonsons son till Axel Odelberg.
Odelberg blev fänrik vid Svea artilleriregemente 1915 och löjtnant där 1918. Han var artilleristabsofficer 1926–1934 och befordrades till kapten i artilleristaben 1930. Han blev major vid fälttygkåren 1937 och var byråchef i Tygdepartementet 1937–1941. Odelberg befordrades till överstelöjtnant 1939. Han var stabschef vid Luftvärnsinspektionen 1941–1942. Odelberg blev överste och chef för luftvärnsskjutskolan 1942. Han var chef för Göteborgs luftvärnskår 1946–1948 och chef för Östgöta luftvärnsregemente 1948–1955. Odelberg invaldes som ledamot av Krigsvetenskapsakademien 1944. Han blev riddare av Svärdsorden 1936 och av Vasaorden 1942, kommendör av andra klassen av Svärdsorden 1946 och kommendör av första klassen 1949. Odelberg publicerade ett flertal artiklar i tidskrifter och dagspress. Han vilar på Norra begravningsplatsen utanför Stockholm.